# Nemapogon falstriella
Nemapogon falstriella är en fjärilsart som beskrevs av Alexander Haas 1881. Nemapogon falstriella ingår i släktet Nemapogon och familjen äkta malar.
Artens utbredningsområde är Danmark. Inga underarter finns listade i Catalogue of Life.